# Claude Sautet ou la Magie invisible
Pour plus de détails, voir Fiche technique et Distribution.
Claude Sautet ou la Magie invisible est un documentaire français de N.T. Binh sorti en 2004.
Consacré au réalisateur Claude Sautet, il est constitué d'entretiens avec des professionnels du cinéma comme Bertrand Tavernier, Philippe Sarde ou Jean-Pierre Marielle.
Il a été présenté au Festival de Cannes en 2003 et au Hong Kong International Film Festival en 2004

## Fiche technique
- Titre : Claude Sautet ou la Magie invisible
- Réalisation : N.T. Binh
- Scénario : N.T. Binh et Dominique Rabourdin
- Image : Jean-Paul Meurisse
- Son : Jean-Paul Loublier
- Montage : Philippe Doria Machado
- Musique originale : Olivier Hutman et Philippe Sarde
- Production : François Marquis
- Société de production : Les Productions Bagheera
- Durée : 85 minutes
- Genre : documentaire
- Sortie :
  -  France : mai 2003 (festival de Cannes) - 28 janvier 2004